# Dirk Bikkembergs
Dirk Bikkembergs (2 de enero de 1959) es un diseñador de moda belga. 

## Biografía
Nació en Colonia (Alemania), hijo de padre belga y de madre alemana. Después de terminar la secundaria, decidió comenzar sus estudios en la Real Academia de Bellas Artes de Bélgica. En 1982, Bikkembergs se graduó junto con otros diseñadores belgas, como Ann Demeulemeester, Dries van Noten, Dirk Van Saene, Walter Van Beirendonck y Marina Yee. Estos diseñadores fueron conocidos como los Seis de Amberes, un grupo de diseñadores de moda vanguardistas e influyentes graduados de la Real Academia de Bellas Artes de Amberes a principios de la década de los ochenta, que convirtieron a Amberes en un lugar ilustre para el diseño de moda.
Dirk dio un paso importante hacia el éxito con la colección de zapatos que presentó en la exposición British Designer Show en Londres en 1986. Los zapatos definieron inmediatamente la visión de Dirk y se convirtieron en su firma. Eran revolucionarios y masculinos, se basaban en un tipo de hombre específico que Dirk tuvo en mente. La intensa, fuerte y sólida imagen se estableció de inmediato. Sin embargo, Dirk deseaba ser más que un diseñador de zapatos. De esta manera, agregó indumentaria a su guardarropa de hombre Dirk Bikkembergs. En 1987, después de dos temporadas, se presentó la primera colección de géneros de punto. En 1988 presentó su primera colección completa en París. La primera línea de Dirk se manifestó como una iniciativa sólida desde el principio.
En 1996, la línea Bikkembergs se presentó como una línea dirigida a un mercado más amplio. La línea heredó la esencia de la primera línea y mostró la misma solidez, el mismo carácter y rendimiento. Desde el comienzo, la nueva línea Bikkembergs ha tenido una personalidad única, que combina glamour y un estilo informal en la proporción adecuada.
Dirk ha dado un mensaje claro. Probó que podía crear indumentaria innovadora en una forma estructurada única y tuvo una idea completamente clara sobre el tipo de hombre que deseaba vestir. Sus colecciones cobraron un matiz sólido, vívido y liberal, casi elaborado; exactamente de la manera en que él quería que fuera. Era momento de que Dirk progresara; así fue como en 1998 se presentó en Milán. Desde entonces, la primera línea se muestra durante la semana de la moda de Milán dos veces al año.
Dirk Bikkembergs fue el primer diseñador de moda que comprendió claramente y actuó sobre la base del potencial del fútbol, al considerarlo el idioma universal por excelencia del siglo XXI. El diseñador de moda belga es famoso por su capacidad única de enfrentar la exclusividad de la moda con la universalidad del fútbol. Fue el primer diseñador de moda que logró obtener el permiso para realizar un desfile de moda en un estadio de fútbol.
Esto le permitió realizar el desfile de moda tan comentado en el estadio San Siro en Milán en junio de 2001, que fue un gran avance para la Dirk Bikkembergs Maison. En 2003, era el momento ideal para la llegada oficial de la línea Bikkembergs Sport. Dirk continuó con un nuevo estilo de ropa deportiva para consolidar su visión y comunicar su mensaje a los jóvenes de espíritu. Si bien la popularidad de la marca superó toda expectativa, Dirk sentía que para explotar completamente el potencial de su musa deportiva necesitaba involucrarse en el fútbol. Durante las temporadas de 2003/2004 y 2004/2005, creó uniformes elegantes para que los jugadores de F.C. Internazionale 1908 (Inter de Milán) usaran después del trabajo. Dirk intentó introducirse cada vez más en la realidad de la vida futbolística y comprendió que la respuesta estaba literalmente al lado del lugar de producción: el terreno de juego del equipo de fútbol local F.C. Fossombrone. La marca dio el puntapié inicial cuando relanzó el equipo al campeonato amateur de Italia en 2005. Dirk comenzó utilizando al equipo como una prueba de laboratorio para lograr la tecnología de género y diseño. Desde chaquetas exclusivas hasta ropa interior de alto rendimiento, ahora los jugadores de fútbol prueban y promueven todos los diseños de Dirk. El patrocinio de Dirk Bikkembergs Group del equipo, ahora bautizado nuevamente como F.C. Bikkembergs Fossombrone, implicó no sólo la inversión para proporcionar un talento fresco, sino también una renovación completa de su imagen. La ropa del equipo de fútbol de Bikkembergs Sport vio la luz, todo apuntaba hacia un nuevo tipo de vestimenta que integraría el enfoque de la moda único de Dirk en una indumentaria de alto rendimiento.
Hasta la actualidad, el Dirk Bikkembergs Group ha comercializado tres líneas diferentes:
- Dirk Bikkembergs Sport Couture: moda exclusiva para hombres deportistas, que incluye indumentaria y calzado.
- Bikkembergs: moda informal de diseñador (basada en tres componentes: ropa informal, pantalones vaqueros y ropa formal), incluidas las siguientes líneas: Bikkembergs Footwear, Bikkembergs Eyewear, Bikkembergs Underwear, Bikkembergs Accessories y Bikkembergs Kids.
- Bikkembergs Sport: moda deportiva de diseñador.

## Hitos de Dirk Bikkembergs
- 1959 Nació en Alemania, hijo de padre belga y de madre alemana.

- 1982 Se graduó en la “Real Academia de Bellas Artes", Amberes, Bélgica.

- 1985 Ganó el premio “Golden Spindle” al “Mejor diseñador joven de moda”.

- 1986 Primera colección Dirk Bikkembergs Shoes.

- 1988 Primera colección Dirk Bikkembergs Men.

- 1993 Primera colección Dirk Bikkembergs Women.

- 1995 Inauguración del showroom de Dirk Bikkembergs en París.

- 1996 Presentación de Bikkembergs Men.

- 1998 Inauguración del showroom de Dirk Bikkembergs en Milán.

- 2000 Presentación de Bikkembergs Shoes bajo una licencia de Zeis Excelsa Spa.

- 2000 Presentación de la colección de pantalones vaqueros para hombres y mujeres Bikkembergs.

- 2000 Ganador de “Esprit du Siecle” de Moët & Chandon.

- 2003/2004 – 2004/2005 Diseñador oficial de F.C. Internazionale 1908 (Milán).

- 2004 Ganador de la Kore Oscar della Moda como mejor diseñador de moda extranjero.

- 2005 Invitado de honor de la semana de la moda de Barcelona en el estadio Camp Nou.

- 2005 Adquisición del equipo de fútbol F.C. Bikkembergs Fossombrone y nacimiento de la vestimenta del equipo de fútbol Bikkembergs Sport.

- 2005 Acuerdo de licencia con Allison Spa para Bikkembergs Eyewear.

- 2006 Lanzamiento de las primeras botas de fútbol profesionales diseñadas por un diseñador de moda.

- 2007 Ganador de dos premios por el mejor sitio web de comercio electrónico.

- 2007 Lanzamiento de la primera colección Bikkembergs Underwear en Pitti Uomo, el 20 de junio de 2007.

- 2007 Ganador del premio Men’s Health por Mejor marca deportiva (Bikkembergs) y por Empresario del año 2007.

- 2008 Lanzamiento de Tirosegno, las botas de fútbol profesionales modernas que reflejan la formación en moda, en Pitti Uomo, el 18 de junio de 2008.

- 2008 Inauguración del showroom Iberia de Dirk Bikkembergs en Barcelona.

- 2009 Inauguración de la tienda principal Dirk Bikkembergs en Milán.